# Irina Sanpiter
Irina Igorevna Sanpiter (in russo Ирина Игоревна Санпитер?; Mosca, 29 settembre 1957 – Roma, 4 febbraio 2018) è stata un'attrice sovietica.

## Biografia
Nata il 29 settembre 1957 a Mosca, in URSS, studiò recitazione presso l'Accademia Ščepkin di arte drammatica e scienze politiche, disciplina nella quale si laureò.
Iniziò in patria la propria carriera d'attrice — prima di teatro e poi di cinema — prendendo parte a diversi corto e lungometraggi.
Giunse in Italia alla fine degli anni settanta quando Giorgio Arlorio, marito di sua zia Ludmila Blat, le regalò un viaggio a Roma.
La prima partecipazione in un film italiano, in qualità di comparsa, risale al 1979 in Mani di velluto.
L'anno successivo, ancora non accreditata, apparve in un lavoro di Ettore Scola (La terrazza).
Nel 1980 fu provinata da Sergio Leone e inclusa inaspettatamente nel cast di Bianco, rosso e Verdone: si era presentata alla produzione del film per riavere le uniche due fotografie che aveva portato con sé dall'Unione Sovietica e che aveva proposto al casting senza essere scelta; ottenne il ruolo per il quale in Italia divenne famosa, quello di Magda, la moglie di Furio, interpretato dallo stesso regista Carlo Verdone.
Non parlando italiano, nell'occasione Sanpiter fu doppiata con forte accento torinese da Solvejg D'Assunta.
Nello stesso anno interpretò la parte di Amalia in Lacrime napulitane di Ciro Ippolito.
Nel 1984, a seguito di un rigonfiamento al collo, scoprì un linfoma che la costrinse all'abbandono dell'attività cinematografica a causa dell'indebolimento e alle continue trasfusioni di sangue cui doveva sottoporsi.
Fu attiva in seguito come cantante, attività che smise negli anni novanta dopo il matrimonio con il promoter Toni Evangelisti, insieme al quale divenne organizzatrice di concerti.
Ricoverata da tempo al Policlinico Umberto I di Roma, morì il 4 febbraio 2018 a causa di una recrudescenza del linfoma contro cui aveva combattuto nei trentaquattro anni precedenti. Riposa nel cimitero Flaminio di Roma.

## Filmografia

### Cinema
- Za tvoju sud’bu, regia di Timur Zoloev (1973)
- Každyj den’ žizni, regia di Timur Zoloev (1974)
- Zasekrečennyj gorod, regia di Michail Juzovskij (1974)
- Utro, regia di Valeriu Jereghi (cortometraggio, 1975)
- Bezotvetnaja ljubov’, regia di Andrej Maljukov (1979)
- Atterraggio zero, regia di Aleksandr Mitta (1979)
- Mani di velluto, regia di Castellano e Pipolo (1979)[6]
- Febbre a 40!, regia di Marius Mattei (1980)[7]
- La terrazza, regia di Ettore Scola (1980)[6]
- Bianco, rosso e Verdone, regia di Carlo Verdone (1981)
- Lacrime napulitane, regia di Ciro Ippolito (1981)

### Televisione
- Anna Kuliscioff, regia di Roberto Guicciardini, un episodio (1981)[8]
- I ragazzi di celluloide, regia di Sergio Sollima – miniserie TV, 2 episodi (1981)